# FC Hendon
Der Hendon Football Club ist ein englischer Fußballverein aus dem im Borough of Brent gelegenen Londoner Stadtteil Kingsbury.

## Geschichte
Der Klub gründete sich 1908 als Christchurch Hampstead und trat in einer der unterklassigen Divisionen der Finchley & District League, wo er nach der Umbenennung in Hampstead Town 1910 den Aufstieg in die oberste Spielklasse schaffte. Ab 1911 spielte er parallel in der Division Two der London League, wo die Mannschaft als Tabellenvierte den Aufstieg in die Division One schaffte. Sie verließ die Finchley & District League und trat parallel zum Spielbetrieb in der London League in der Middlesex League an, wo sie 1913 die Meisterschaft gewann. Neben der erfolgreichen Titelverteidigung in der Middlesex League gelang auch der Titelgewinn in der Premier Division der London League. Daraufhin wurde der Klub in die Athenian League aufgenommen, der Erste Weltkrieg unterbrach jedoch den Spielbetrieb. Nach Kriegsende gewann der Klub den Meistertitel in der United Senior League, ehe er 1919 bei Wiederaufnahme des Spielbetriebs in der Athenian League dort antrat. 1929 und 1933 wurde die Mannschaft dort jeweils Vizemeister, anschließend trat der Klub unter dem Namen Golders Green an.
Nachdem aufgrund des Zweiten Weltkriegs der Spielbetrieb erneut geruht hatte, benannte sich der Klub bei Beginn der Spielbetriebs in der Athenian League in Hendon FC um. Nach mehreren Vizemeisterschaften gewann der Klub 1953 den Wettbewerb. Zwei Jahre später erreichte die Mannschaft erstmals für ein Pokalfinale das Wembley-Stadion, das Endspiel um den FA Amateur Cup wurde gegen den FC Bishop Auckland mit 0:2 verloren. Nach einer erneuten Meisterschaft 1956 erreichte sie 1960 ein zweites Mal das FA-Amateur-Cup-Finale, dieses Mal gelang im Wembley-Stadion ein 2:1-Finaltriumph über den FC Kingstonian. Nach der abermaligen Meisterschaft 1961 wechselte der Klub zwei Jahre später in die Isthmian League. Dort gelang 1965 das Double mit dem Meistergewinn und dem parallelen Gewinn des FA Amateur Cups, als Whitby Town mit 3:1 besiegt wurde. Die Titelverteidigung im Pokal misslang erst im Endspiel, dort setzte sich 1966 der FC Wealdstone durch. 1972 folgte der dritte Pokalsieg, als der FC Enfield 2:0 besiegt wurde, und 1973 der zweite Meisterschaftsgewinn.
2006 beendete der FC Hendon die Spielzeit auf einem Abstiegsplatz, profitierte aber vom späteren Rückzug des FC Canvey Island. 2015 wurde die Mannschaft Vizemeister hinter Maidstone United, nach einem Semifinaltriumph über den FC Metropolitan Police verpasste sie im Play-Off-Endspiel nach einer 0:1-Niederlage gegen den FC Margate den Aufstieg in die National League. 2018 zog sie erneut in die Play-offs ein, nach einem 4:0-Erfolg über Folkestone Invicta setzte sich Dulwich Hamlet im Elfmeterschießen im Endspiel durch. Nach einer Ligareform in der folgenden Spielzeit wechselte der Klub nach knapp 55 Jahren Zugehörigkeit zur obersten Spielklasse der Isthmian League in die Southern Football League.
Zwischen 1876 und Ende der 1930er Jahre gab es einen aus dem benachbarten Stadtteil Hendon stammenden Klub gleichen Namens, der ebenso mehrfach am FA Cup teilnahm. Mit Charles Plumpton Wilson, der später für den renommierten Corinthian FC auflief, brachte der Klub einen englischen Fußball- und Rugby-Nationalspieler hervor. Zwischen den beiden Vereinen, die auch gegeneinander spielten, gibt es keine direkte Verbindung.